# Eduardo Ruiz Pons
Eduardo Ruiz Pons (Padrón, La Corunya, 19 de setembre de 1819 - Porto, 1865) va ser un polític demòcrata i periodista gallec.

## Biografia
Era fill d'un militar d'artilleria republicà del Trienni Liberal que pertanyia a una noble família de Padrón (La Corunya). Va estudiar Dret a la Universitat de Santiago de Compostel·la. Allí va fer amistat amb Antolín Faraldo, Ramón de la Sagra i altres revolucionaris. Va recolzar al comandant Solís quan es va pronunciar en 1846 contra el general Narváez, però el general de la Concha va aixafar la rebel·lió a Cacheiras i els dotze caps militars que van liderar el pronunciament, després de judici sumaríssim, van ser afusellats el 26 d'Abril a Carral. Es va veure forçat a emigrar però en canviar el règim va ser amnistiat i li van concedir a més la Creu del valor. Va exercir com a advocat a Madrid i en els seus temps lliures estudia ciències i publica articles a La Discusión.
Va treballar com a professor de ciències i història natural als instituts d'Oviedo i Pontevedra i aconsegueix guanyar la càtedra d'aquesta matèria en l'Institut d'Ensenyament Mitjà de Saragossa, on s'hi trasllada en 1853. Allí va organitzar i va dirigir el seu molt fort Partit Demòcrata, intervenint en el pronunciament del brigadier José de Hore, cap del regiment de Còrdova destacat a Saragossa, i en la Revolució de 1854; va ser diputat republicà per La Corunya a les Corts (1854 - 1856) i es va convertir en un dels principals propagandistes del Partit Demòcrata aragonès. Va escriure articles a favor de la «República Federal Democràtica» a la Revista Española de Madrid i va ser redactor de La Discursión, el periòdic demòcrata dirigit per Nicolás María Rivero. Va estar en el grup més radical de la Cambra i va ser un dels que es va atrevir a votar la destitució de la dinastia borbònica. Dissoltes les Corts i liquidat el Bienni va tornar a Saragossa, on va organitzar el Partit Demòcrata amb ajuda dels Carbonaris, constituint per la regió aragonesa diverses "chozas" o lògies d'aquesta organització secreta.
El 2 de juny de 1861 va imprimir el Programa Demòcrata de José María Orense en una gran fulla amb peu d'impremta fals («París. Imp. Doufour et Comp. Rue Richelieu 1») sota el títol Decrets de la Democràcia; era el programa que no es va permetre publicar en el diari madrileny La Discursión, amb la petició de llibertats i drets individuals, sufragi universal, reformes administratives i atacs contra la monarquia; va ser suspès de sou i de feina i empresonat juntament amb Calixto Ariño Sambia, el veritable impressor i també periodista. Defensats per Rivero, Desiderio de la Escosura i Joaquín Gil Berges en un sorollosíssim procés, van ser absolts, però van continuar a la presó acusats de delicte d'impremta mentre a més se'ls instruïa una altra causa per formar una lògia carbonària en unió d'uns altres quaranta correligionaris; així mateix es van instruir processos similars per altres lògies: a Terol contra Víctor Pruneda Soriano, contra Cano i altres demòcrates en les localitats saragossanes de Gelsa i Uncastillo i contra Juan Pablo Soler a Saragossa; de l'acusació contra Ruiz Pons i Ariño els va defensar Emilio Castelar, qui amb la seva absolució i llibertat va aconseguir un de les seves més ressonants triomfs com a advocat. Van ser posats en llibertat el 19 de març de 1862, però l'assetjament governamental va seguir encebant-se en ells; el ministre de Governació José de Posada Herrera va buscar nous pretexts per tornar-los a processar i van haver de passar la frontera francesa el 5 d'agost de 1862 i des d'allí marxar a Itàlia.
Entre 1862 i 1863 Ruiz Pons va residir a Gènova i a Florència (on va estar al costat del també exiliat Fernando Garrido), ajudant a reorganitzar al costat d'ell i Sixto Cámara, Carlos Beltrán, Pablo Soler i altres més la «Legió lbérica» amb el propòsit d'ajudar Mazzini i Garibaldi a combatre per la unitat italiana; finalment va marxar a Lisboa`; allí es va assabentar que l'Audiència de Saragossa el condemnava a dotze anys de presidi per la publicació del Programa Democràtic; llavors va marxar a Porto, on va publicar en 1864 una Historia de la causa formada en Zaragoza el año de 1861 contra el ex constituyente D. Eduardo Ruiz Pons y consortes, con algunas de sus defensas, redactadas por el mismo, precedidas de un prólogo del publicista demócrata Romualdo Lafuente (Porto, Tipografia d'Antonio Moldes, 1864) i allí va morir a l'any següent, en 1865. Des de llavors va ser considerat un dels màrtirs de la causa republicana.
Va ser Amic del poeta satíric i periodista Manuel del Palacio y Simó, qui li va dedicar alguns dels seus versos, i del periodista demòcrata Romualdo de la Fuente.

## Obres
- Historia de la causa formada en Zaragoza el año de 1861 contra el ex constituyente D. Eduardo Ruiz Pons y consortes, 1864.